# Mimozovke
Mimozovke (mimozoidi; lat. Mimosoideae), tradicionalna potporodica mahunarki. Postoji podjela na sedamdesetak rodova. nekada su činile porodicu Mimosaceae.

## Opis
Mimosoideae ima manje rodova (oko 65), ali nešto više vrsta (oko 3000) od Caesalpinioideae (sapanovke). Većina rodova je mala, često sa samo jednom vrstom, a oko dvije trećine mimozoida pripada nekoliko specifičnih rodova kao što su Acacia i Mimosa. Cvjetovi kod mimozoida obično su pojedinačno mali, ali često tvore upadljive grozdove; latice su neugledne, ali prašnici su obojeni i brojni u mnogim vrstama, dajući glavni cvjetni prikaz. Za razliku od drugih mahunarki, mnoge mimozoide izbacuju pelud u poliadama od 16 ili 32 zrna. Mimosoideae ima neke vrlo bliske saveznike koji su klasificirani kao Caesalpinioideae; na to se sumnjalo već neko vrijeme na temelju morfologije, a hipotezu su poduprli molekularni podaci.

## Tribusi i rodovi
- Acacieae Dumort.

1. Acacia Mill.
2. Acaciella Britton & Rose
3. Mariosousa Seigler & Ebinger
4. Parasenegalia Seigler & Ebinger
5. Pseudosenegalia Seigler & Ebinger
6. Senegalia Raf.
7. Vachellia Wight & Arn.

- Ingeae Benth. & Hook. f.

1. Abarema Pittier
2. Afrocalliandra E.R.Souza & L.P.Queiroz
3. Albizia Durazz.
4. Archidendron F. Muell.
5. Archidendropsis I.C. Nielsen
6. Balizia Barneby & J.W.Grimes
7. Blanchetiodendron Barneby & J.W.Grimes
8. Calliandra Benth.
9. Cathormion Hassk.
10. Cedrelinga Ducke
11. Chloroleucon (Benth.) Record
12. Cojoba Britton & Rose
13. Ebenopsis Britt. & Rose
14. Enterolobium Mart.
15. Faidherbia A. Chev.
16. Falcataria (Nielsen) Barneby & Grimes
17. Havardia Small
18. Hesperalbizia Barneby & J.W.Grimes
19. Hydrochorea Barneby & J.W.Grimes
20. Inga Mill.
21. Leucochloron Barneby & J.W.Grimes
22. Lysiloma Benth.
23. Macrosamanea Britton & Rose
24. Painteria Britton & Rose
25. Pararchidendron I.C. Nielsen
26. Paraserianthes I.C. Nielsen
27. Pithecellobium Mart.
28. Pseudosamanea Harms
29. Samanea (DC.) Merr.
30. Sanjappa E.R.Souza & Krishnaraj
31. Serianthes Benth.
32. Sphinga Barneby & J.W.Grimes
33. Thailentadopsis Kosterm.
34. Viguieranthus Villiers
35. Wallaceodendron Koord.
36. Zapoteca H.M. Hern.
37. Zygia P. Browne

- Mimoseae Bronn

1. Adenanthera L.
2. Adenopodia C. Presl
3. Alantsilodendron Villiers
4. Amblygonocarpus Harms
5. Anadenanthera Speg.
6. Aubrevillea Pellegr.
7. Calliandropsis H.M. Hern. & Guinet
8. Calpocalyx Harms
9. Cylicodiscus Harms
10. Desmanthus Willd.
11. Dichrostachys (A. DC.) Wight & Arn.
12. Dinizia Ducke
13. Elephantorrhiza Benth.
14. Entada Adans.
15. Fillaeopsis Harms
16. Gagnebina Neck. ex DC.
17. Indopiptadenia Brenan
18. Kanaloa D.H. Lorence & K.R. Wood
19. Lachesiodendron P.G.Ribeiro, L.P.Queiroz & Luckow
20. Lemurodendron Villiers & Guinet
21. Leucaena Benth.
22. Microlobius C.Presl
23. Mimosa L.
24. Mimozyganthus Burkart
25. Neptunia Lour.
26. Newtonia Baill.
27. Parapiptadenia Brenan
28. Parkia R. Br.
29. Pentaclethra Benth.
30. Piptadenia Benth.
31. Piptadeniastrum Brenan
32. Piptadeniopsis Burkart
33. Pityrocarpa Britton & Rose
34. Plathymenia Benth.
35. Prosopidastrum Burkart
36. Prosopis Linnaeus
37. Pseudopiptadenia Rauschert
38. Pseudoprosopis Harms
39. Schleinitzia Warb.
40. Stryphnodendron Mart.
41. Tetrapleura Benth.
42. Xerocladia Harv.
43. Xylia Benth.